# 中沢伊登子
中沢 伊登子（なかざわ いとこ、1915年（大正4年）8月20日 - 2001年（平成13年）11月11日）は、日本の政治家。民社党参議院議員(2期)。

## 来歴
兵庫県出身。1933年（昭和8年）大阪府立阿倍野高等女学校（現・大阪府立阿倍野高等学校）卒、同校補習科修了。神戸生活協同組合理事、神戸市生活指導研究会指導員、宝塚市議会議員などを務める。
1965年（昭和40年）の第7回参議院議員選挙に民主社会党（後の民社党）公認で兵庫県選挙区から出馬して当選。1971年（昭和46年）の第9回参議院議員通常選挙で2選。1975年6月26日、衆議院外務委員会、ILO102号条約批准に伴う母性保護の国内措置が不充分と、攻撃。
1977年（昭和52年）、第11回参議院議員通常選挙で落選。

## 栄典
- 1985年 - 勲二等瑞宝章[1]
- 2001年 - 従四位[2]